# Trampoline Terror!
Trampoline Terror! est un jeu vidéo de réflexion sorti en 1990 sur Mega Drive. Le jeu a été développé par NCS et édité par DreamWorks Games. Le jeu devait sortir au Japon sous le nom Explode Star avant d'être annulé.